# Clifton (Nueva Jersey)
Clifton es una ciudad ubicada en el condado de Passaic en el estado estadounidense de Nueva Jersey. En el año 2020, tenía una población de 90.300 habitantes, y una densidad poblacional de 3.092 personas por km².

## Geografía
Clifton se encuentra ubicado en las coordenadas 40°52′4″N 74°9′16″O / 40.86778, -74.15444.
Por el censo, la ciudad tiene una área total de 29,5 km², de lo cual 29,2 km² son de tierra, y 0,3 km² de agua.
Comunidades sin incorporación locales:
- Albion Place
- Allwood
- Athenia
- Botany Village
- Delawanna
- Dutch Hill
- Lakeview
- Main Mall
- Montclair Heights
- Richfield
- Rosemawr
- Styertowne
- Yanticaw Pond

## Demografía
Según la Oficina del Censo en 2020, los ingresos medios por hogar en la localidad eran de $86 616, y los ingresos medios per cápita eran de $38 727. Los hombres tenían unos ingresos medios de $40 143 frente a los $32 090 para las mujeres. La renta per cápita para la localidad era de $23 638. Alrededor del 8,7% de la población estaba por debajo del umbral de pobreza.
La población hispano/latino local ha crecido enormemente desde el censo de 2000: desde casi 20% de la población total en 2000 de 78.672, hasta casi 32% de la población total en 2010 de 84.136, y finalmente, a casi 40% de la población total de 90.300 en 2020.

## Tasas de crimen local históricos
Las tasas de crimen local históricos han bajado enormemente desde su pico en 1980, tanto como la población hispano/latino en la ciudad ha crecido durante las décadas (pero las tasas locales de crimen contra propiedad siempre han sido más altos que las tasas de crimen violento):
(población local; número de crímenes contra propiedad; tasa; número de crímenes violentos; tasa; crímenes totales)
1980: 74.417; 3.615 (4.857,8) + 235 (314,5) = 3.850;
1985: 75.800; 2.500 (3.309) + 200 (855) = 2.700;
1990: 71.742; 3.535 (4.927,5) + 200 (281,5) = 3.735;
1995: 74.387; 2.473 (3.324,5) + 155 (207) = 2.628;
2000: 78.672; 2.065 (2.623,5) + 220 (279,5) = 2.285;
2001: 79.327; 2.157 (2.720,5) + 188 (237) = 2.345;
2002: 80.317; 2.420 (3.014,3) + 200 (256,5) = 2.620;
2003: 80.072; 2.068 (2.582,7) + 200 (246) = 2.268;
2004: 80.382; 2.100 (2.611,3) + 232 (288,5) = 2.332;
2005: 80.120; 1.888 (2.357,7) + 170 (211) = 2.058;
2020: 1.415 crímenes en total, por una tasa de 1.651,7 en total, más bajo que solamente las tasas locales de crímenes contra propiedad hasta casi 2005, y representando una bajada de 63,25% desde el pico de crimen total local en 1980.

## Gobernación
Desde el 2024, el alcalde de la ciudad es Raymond Grabowski, de quien el tiempo en oficina termina diciembre 31, 2026. El reemplazo a James Anzaldi, quien sirvió como miembro del consejo desde 1978, y fue seleccionado como alcalde por la primera vez en 1990, siguiendo alcaldesa de dos términos, Gloria Kolodziej. Anzaldi fue el primer alcalde en la historia de Clifton en ser elegido a seis términos, terminando su último término en 2022. Los otros miembros actuales del consejo local son Chris D'Amato, William "Bill" Gibson, Antonio Latona, Joseph Kolodziej, Rosemary Pino, y Mary Sadrakula, todos con términos en oficina terminando el 31 de diciembre de 2026.
Los miembros del consejo son elegidos sin partidismo, pero cinco de ellos (Gibson; Grabowski; Latona; Pino; Sadrakula) son Republicanos (el alcalde anterior, Anzaldi, también fue Republicano, pero siguió más moderado cuando las elecciones nacionales se pusieron más partidarios en los años 2010), uno (Kolodziej) es Demócrata, y un candidato independiente, Chris D'Amato, es el último; el fue nombrado en el lugar de otro, siguiendo tradición en todas las elecciones locales:
En 1992, el concejal, Republicano George Bayeux, falleció sirviendo en el consejo - su sucesor, Republicano Richard Stockinger, también falleció cuando todavía fue miembro del consejo, en 1996; Demócrata Edward Welsh ganó la elección especial por reemplazar al Stockinger;
Después de la elección local en noviembre de 2006, bombero local, Republicano Antonio Latona, fue removido del consejo por un conflicto de interés con su trabajo con los bomberos, siendo reemplazado por concejal local en los años 90, Republicano Matthew Ward - Latona sería elegido sin ese conflicto en 2022;
En febrero de 2015, Republicano, Matthew Grabowski, falleció del cáncer - el resto del consejo nombró al Republicano Joseph Cupoli por servir hasta noviembre de 2015, cuando su hermano, Raymond, ganó uno de los siete lugares en el consejo por reemplazar su hermano quien sirvió en el consejo.
En enero de 2024, Demócrata, Lauren Murphy, falleció del cáncer pancreático - ese febrero, el resto del consejo nombró al libertario Chris D'Amato, quien terminó en el octavo plazo en 2022, por servir hasta noviembre de 2024, en una elección especial local por el resto del término, cuando el independiente centro-izquierdista ganó el derecho por servir hasta diciembre 31, 2026, en contra de independiente Richard Mejia, actual miembro del Consejo de Educación, quien terminó segundo, y dos independientes derechistas, George Silva, quien fracasó en su cuarto atento en las elecciones por el consejo local (2006, 2010, y 2018), y residente Edward Nuñez.
El Condado de Passaic es gobernado por siete miembros del Comisionado del Condado, quienes son electos por términos de tres años, con dos o tres asientos elegidos en cada elección. Por 2025, los Comisionados del Condado de Passaic son el director, Pasquale Lepore (2025, Woodland Park), la directora diputada, Cassandra Lazzara (D, 2027, Little Falls), John Bartlett (D, 2027, Wayne), Terry Duffy (D, 2025, West Milford), Orlando Cruz (D, 2026, Paterson), Rodney DeVore (D, 2027, Paterson), y Bruce James (D, 2026, Clifton).
Los resultados locales de las elecciones por gobernador y presidente han sido más Demócrata con la mayoría de las elecciones en el siglo 21:
Gobernador ("M" significa mandatario):
2005: Jon Corzine (D): 9.925 (56,5%); Doug Forrester (R): 7.038 (40%); todos los otros candidatos: 625 (3,5%)
2009: Jon Corzine (D; M): 9.080 (49%); Chris Christie (R): 8.220 (44,5%); Chris Daggett (independiente): 787 (4,3%); todos los otros candidatos: 243 (2,2%)
2013: Chris Christie (R; M): 9.300 (56%); Barbara Buono: 7.100 (42,8%); todos los otros candidatos: 200 (1,2%)
2017: Phil Murphy (D): 9.465 (61,3%); Kim Guadagno (R): 5.655 (36,7%); todos los otros candidatos: 315 (2%)
2021: Phil Murphy (D; M): 10.240 (54%); Jack Ciattarelli (R): 8.485 (45%); todos los otros candidatos: 200 (1%)
Presidente:
2000: Al Gore (D): 14.100 (54,7%); George W. Bush (R): 10.830 (42%); Ralph Nader (independiente): 755 (3%); Pat Buchanan (independiente): 100 (0,3%)
2004: John Kerry (D): 15.600 (52%); George W. Bush (R; M): 13.120 (43,8%); todos los otros candidatos: 228 (4,2%)
2008: Barack Obama (D): 18.260 (56,5%); John McCain (R): 12.848 (39,8%); todos los otros candidatos: 335 (3,7%)
2012: Barack Obama (D; M): 18.760 (62,5%); Mitt Romney (R): 10.885 (36,3%); todos los otros candidatos: 300 (1,2%)
2016: Hillary Clinton (D): 20.425 (60%); Donald Trump (R): 12.620 (37%); todos los otros candidatos: 973 (3%)
2020: Joe Biden (D): 23.930 (59%); Donald Trump (R; M): 16.128 (39,7%); todos los otros candidatos: 565 (1,3%)
2024: Donald Trump (R): 17.765 (48%); Kamala Harris (D): 17.415 (47,2%); todos los otros candidatos: 1.700 (4,8%)
En el 118º Congreso de los Estados Unidos, la ciudad esta en el 9º distrito congresional de Nueva Jersey está siendo representado por Nellie Pou.
El distrito legislativo 27 del estado está siendo representado en la Asamblea General por Rosaura "Rosy" Bagolie (D - Livingston (Nueva Jersey)) y Alixon Collazos-Gill (D - Montclair), y en el Senado del estado por John McKeon (D - West Orange).